# Jamie T
Jamie Alexander Treays, noto semplicemente con il nome Jamie T (Wimbledon, 8 gennaio 1986), è un cantautore inglese.

## Biografia
Dopo aver frequentato la Reed's School di Cobham (Surrey) si iscrive al College di London Borough of Richmond upon Thames. I primi singoli pubblicati sono Salvador, Back in the Game e Sheila, diffusa anche alla BBC Radio 1. Quest'ultima canzone è stata pubblicata nel luglio 2006 ed è seguita da If You Got the Money (settembre 2006) e Calm Down Dearest (#9 della Official Singles Chart). Nel gennaio 2007 pubblica il suo album di debutto, intitolato Panic Prevention, a cui partecipa anche Lily Allen.
Si esibisce quindi in diversi festival tra cui il Glastonbury Festival ed il V Festival. Il disco viene inserito nella rosa dei finalisti per il Mercury Prize e raggiunge la quarta posizione della Official Albums Chart. Inoltre Jamie si aggiudica l'NME Awards come miglior artista solista (lo vince anche nel 2010).
Nel gennaio 2009 pubblica il video di Fire Fire, che tuttavia non viene pubblicato come singolo, al contrario di Stick 'N' Stones, uscito nel maggio seguente e poi inserito in un EP dal titolo Kings and Queens EP. Nell'agosto dello stesso anno pubblica l'EP Chaka Demus, che include quattro tracce. Una settimana dopo, nel mese di settembre, pubblica il suo secondo album, Kings and Queens, che raggiunge la posizione #2 della Official Albums Chart. A causa di una laringite cancella alcune date del suo tour in Oceania ed Europa.
Sempre nel 2009 pubblica un altro lavoro, l'EP The Man's Machine, distribuito anche in formato 12" nel mese di novembre.
Nel 2012 collabora con Tim Armstrong nel progetto Tim Timebomb con la cover di "Wrongful Suspicions" dei Rancid.
Il 15 luglio 2014 esce il singolo "Don't You Find" : un'anteprima del suo terzo album introdotta da un'intervista di Zane Lowe su BBC Radio 1. Nell'intervista Jamie T afferma che spera in una prossima uscita del suo nuovo lavoro, ma che ancora non può fornire dati più specifici.
Il nuovo album "Carry on the Grudge" esce ufficialmente il 29 settembre 2014. Come secondo singolo viene scelta "Zombie", quarta traccia dell'album, che vince come miglior canzone e miglior video agli NME Awards 2015.
Nel luglio del 2016 viene annunciato che il 2 settembre dello stesso anno sarebbe uscito il quarto lavoro di studio, Trick. Il nuovo album, che conta 12 tracce, viene preceduto dal singolo Tinfoil Boy. Tra settembre e ottobre dello stesso anno, viene organizzato un tour in Regno Unito per promuovere l'uscita del disco.
Il 27 Aprile 2022, Jamie T annuncia l'uscita di The Theory of Whatever , in uscita il 22 luglio dello stesso anno. Il disco è stato preceduto dai singoli The Old Style Raiders, St.George Wharf Tower e Between the Rocks.

## Discografia

### Album studio
- 2007 - Panic Prevention
- 2009 - Kings & Queens
- 2014 - Carry on the Grudge
- 2016 - Trick
- 2022 - The Theory of Whatever

### Singoli
- 2006 - Sheila
- 2006 - If You Got the Money
- 2007 - Calm Down Dearest
- 2009 - Sticks 'n' Stones
- 2009 - Chaka Demus
- 2009 - The Man's Machine
- 2010 - Emily's Heart
- 2014 - Zombie
- 2014 - Don't You Find
- 2016 - Tinfoil Boy
- 2016 - Power Over Men
- 2023 - Hippodrome